# ЭСД: Экспериментальный сигнал добра
«ЭСД: Экспериментальный сигнал добра» (пол. ESD) — польский художественный фильм 1986 года, снятый режиссёром Анной Соколовской на киностудии «Кадр». Экранизация романов Малгожаты Мусерович «Цветок цветной капусты» и «Августовская Ида».
Премьера фильма состоялась 16 марта 1987 года в Польше, в СССР — в августе 1990 года.

## Сюжет
Габриэля Борейко — старшая дочь в многодетной семье, у неё есть теория о сигналах добра. Она убеждена, что чем больше люди посылают этих сигналов, тем больше добра будет вокруг них. Вместе с друзьями они создают группу под названием «ЭСД — Экспериментальный Сигнал Добра».
В новогоднюю ночь мать семейства Борейко попадает в больницу, и старшие дочери Габриэля и Ида берут на себя ответственность за ведение хозяйства. В это время их сигналы добра помогают предотвратить самоубийство Кшиштофа, а также спасти жизнь Мареку.

## В ролях
- Эльжбета Хельман — Ида Борейко
- Алиция Войтковяк — Габриэля
- Юстына Заремба — Наталия Борейко
- Дорота Воронович — Патриция Борейко
- Халина Лаборанская[пол.] — мама Иды
- Януш Михаловский[пол.] — папа Иды
- Хелена Ковальчикова[пол.] — пани Бася
- Мечислав Войт — Кароль Пашкет
- Ирена Ковнас — Лисецкая
- Слава Квасневская[пол.] — учительница латинского языка
- Кшиштоф Гоштыла[пол.] — учитель Дмухавец
- Павел Новиш[пол.] — Перуг
- Леонард Петрашак — доктор Ковалик
- Войцех Малайкат — Кшиштоф
- Рафал Вечиньский[пол.] — Клаудиуш
- Войцех Асиньский[пол.] — Роберт
- Кшиштоф Ибиш[пол.] — друг Габриэли
- Збигнев Сушиньский[пол.] — Роброек
- Малгожата Вахецкая
- Йоанна Янковская
- Михал Поль
- Марек Гершаль

## Съёмочная группа
- Режиссёр, сценарист: Анна Соколовская[пол.]
- Оператор: Яцек Корцелли[пол.]
- Композитор: Пётр Марчевский[пол.]
- Художник: Марек Моравский
- Продюсер: Константы Левкович

## Фестивали
Фильм получил премию «Познаньские козёлки» за лучший актёрский фильм в группе фильмов для молодёжи на Международном кинофестивале для юных зрителей «Але Кино!» (1988).